# True Crimes
True Crimes és una pel·lícula polonesoamericana sobre el crim i de temàtica de drama-thriller dirigida per Alexandros Avranas i escrita per Jeremy Brock. Els protagonistes són Jim Carrey, Agata Kulesza, Charlotte Gainsbourg, Aki Kaurismäki, Kati Outinen, Zbigniew Zamachowski, i Marton Csokas. El rodatge va començar el 12 de novembre de 2015 en Cracòvia, Polònia.

## Repartiment
- Jim Carrey[1] com Jack
- Agata Kulesza[2]
- Charlotte Gainsbourg[2]
- Kati Outinen[2]
- Zbigniew Zamachowski[2]
- Marton Csokas[2]

## Producció
Al maig de 2015, va ser anunciat que Alexandros Avranas dirigiria la pel·lícula de thriller criminal True Crimes, basada en l'article del The New Yorker per David Grann. Jeremy Brock va escriure el guió per a la pel·lícula, la qual seria produïda per Brett Ratner, John Cheng, i David Gerson, mentre Ewa Puszczynska la co-produiria.
El rodatge de la pel·lícula va començar el 12 de novembre de 2015 en Cracòvia, Polònia.